# علي إرين ديميريزن
علي إرين ديميريزن (بالتركية: Ali Eren Demirezen) (مواليد 2 أبريل 1990) هو ملاكم تركي، مثّل بلاده في الألعاب الأولمبية الصيفية 2016.

## روابط خارجية
علي إرين ديميريزن على موقع بوكس ريك (الإنجليزية) (registration required)
- علي إرين ديميريزن على موقع اللجنة الأولمبية الدولية (الإنجليزية)
- علي إرين ديميريزن على موقع أوليمبيديا (الإنجليزية)